# Juan Fernando Quintero
Juan Fernando „Juanfer” Quintero Paniagua (ur. 18 stycznia 1993) – kolumbijski piłkarz, występujący na pozycji ofensywnego pomocnika w argentyńskim klubie Racing Club.

## Kariera klubowa
Quintero dołączył do zespołu młodzieżowego Envigado, po dobrych występach podczas turnieju, który odbył się w Medellín. W 2011 roku przeszedł do Atlético Nacional.
13 lipca 2013 roku podpisał kontrakt z portugalskim Porto. W portugalskiej drużynie zaliczył przez dwa sezony łącznie 42 mecze ligowe, jednak aż w 31 z nich na boisku pojawiał się z ławki rezerwowych. Dlatego przed rozpoczęciem sezonu 2015/2016 zapadła decyzja o wypożyczeniu zawodnika do francuskiego klubu Stade Rennais. Po zakończeniu wypożyczenia wrócił do Porto, ale 13 września 2016 ogłoszono wypożyczenie zawodnika do Independiente Medellín. W oficjalnym meczu mógł jednak zadebiutować dopiero po nowym roku, gdy otwarte zostało okno transferowe. W drużynie ze swojego kraju występował przez rok w ciągu którego został mistrzem sezonu 2016 w fazie otwarcia. 24 stycznia 2018 roku został zawodnikiem River Plate. Na koniec 2018 roku świętował ze swoją drużyną triumf w Copa Libertadores.

## Kariera reprezentacyjna
W 2012 roku zadebiutował w reprezentacji Kolumbii. Zagrał m.in. na MŚ 2014. W spotkaniu grupowym przeciwko WKS strzelił pierwszą bramkę w narodowych barwach. Cztery lata później po raz kolejny pojechał na MŚ 2018. Zdobywając bramkę w spotkaniu grupowym przeciwko Japonii, został pierwszym Kolumbijczykiem, który zdobył bramkę na dwóch różnych turniejach Mistrzostw Świata.